# うえだしげる
うえだ しげる（1963年5月11日 - ）は、日本のアニメ演出家、アニメ監督。

## 略歴
大学卒業後、アウベック（現在は消滅）入社。制作進行、演出助手を経て『つる姫じゃ〜っ!』が実質的な演出デビュー。『創竜伝』の演出を最後にアウベック退社。アニメ・スポット、マッドハウスを経て、現在はフリーランス。“うえだしげる”という名義は演出助手時代から使用。

## 交友関係
師匠は、小華和ためお。アウベック所属時代の先輩演出家には池端隆史、牛草健、則座誠、ムトウユージ、吉田俊司がいる。また、制作進行の後輩にスタジオディーンプロデューサーの松田桂一も居てディーン作品との関わりが多い。

## 参加作品

### テレビアニメ
1989年
- ダッシュ!四駆郎（1989年 - 1990年、演出）

1990年
- つる姫じゃ〜っ!（演出）
- 新桃太郎伝説（1990年 - 1991年、演出）

1991年
- アニメひみつの花園（1991年 - 1992年、絵コンテ・演出）
- まんがはじめて物語（アニメーションパート演出）
- おれは直角（演出）

1992年
- 丸出だめ夫（絵コンテ・演出）
- まぼろしまぼちゃん（絵コンテ・演出）
- ヤダモン（1992年 - 1993年、絵コンテ・演出）
- ノンタンといっしょ（絵コンテ）
- カリメロ（第2期、1992年 - 1993年、担当演出）

1993年
- ジャングルの王者ターちゃん♡（1993年 - 1994年、絵コンテ・演出）
- 幽☆遊☆白書（1993年 - 1995年、演出）

1994年
- 3丁目のタマ うちのタマ知りませんか?（第2期、絵コンテ・演出）
- D・N・A² 〜何処かで失くしたあいつのアイツ〜（演出）

1995年
- あずきちゃん（演出）
- NINKU -忍空-（1995年 - 1996年、演出）
- クマのプー太郎（1995年 - 1996年、絵コンテ・演出）
- モジャ公（1995年 - 1997年、絵コンテ・演出）

1996年
- 少年サンタの大冒険!（絵コンテ・演出）
- 逮捕しちゃうぞ 1st SEASON（1996年 - 1997年、演出）
- るろうに剣心 -明治剣客浪漫譚-（1996年 - 1998年、演出）
- みどりのマキバオー（1996年 - 1997年、絵コンテ）

1997年
- みすて♡ないでデイジー（絵コンテ・演出）
- HARELUYA II BØY（絵コンテ・演出）
- HAUNTEDじゃんくしょん（絵コンテ・演出）
- CLAMP学園探偵団（絵コンテ）

1998年
- 熱沙の覇王ガンダーラ（演出）
- おじゃる丸（第1期、演出）
- 万能文化猫娘（演出）
- 南海奇皇（絵コンテ・演出）
- serial experiments lain（演出）

1999年
- 宇宙海賊ミトの大冒険（絵コンテ・演出）
- 宇宙海賊ミトの大冒険2人の女王様（絵コンテ・演出）
- 小さな巨人 ミクロマン（絵コンテ・演出）
- 地球防衛企業ダイ・ガード（絵コンテ・演出）
- コレクター・ユイ（絵コンテ・演出）

2000年
- コレクター・ユイ（第2期、演出）
- ヴァンドレッド（絵コンテ・演出）
- ラブひな（絵コンテ・演出）
- HAND MAID メイ（絵コンテ・演出）

2001年
- テイルズ オブ エターニア THE ANIMATION（監督）
- シャーマンキング（2001年 - 2002年、絵コンテ・演出・ED2絵コンテ・演出）
- 超GALS!寿蘭（2001年 - 2002年、絵コンテ・演出）
- i-wish you were here-（絵コンテ・演出）
- ちっちゃな雪使いシュガー（2001年 - 2002年、絵コンテ）

2002年
- 円盤皇女ワるきゅーレ（監督・絵コンテ・演出）
- 十二国記（2002年 - 2003年、絵コンテ・演出）

2003年
- 宇宙のステルヴィア（絵コンテ・演出）
- D・N・ANGEL（演出）
- 鋼の錬金術師（2003年 - 2004年、絵コンテ・演出）
- ロックマンエグゼAXESS（2003年 - 2004年、演出）

2004年
- 光と水のダフネ（演出）
- 蒼穹のファフナー（絵コンテ・演出）
- BLEACH（2004年 - 2012年、絵コンテ・演出）

2005年
- エレメンタル ジェレイド（監督・絵コンテ・演出）
- SHUFFLE!（演出）
- 銀牙伝説WEED（2005年 - 2006年、絵コンテ・演出）
- ロックマンエグゼBEAST（2005年 - 2006年、演出）
- BLOOD+（2005年 - 2006年、演出）

2006年
- ロックマンエクゼBEAST+（演出）
- びんちょうタン（演出）
- Fate/stay night（絵コンテ・演出）
- ひぐらしのなく頃に（演出）
- シムーン（演出）
- 武装錬金（2006年 - 2007年、絵コンテ・演出）
- 少年陰陽師（2006年 - 2007年、演出）

2007年
- REIDEEN（絵コンテ）
- THE SKULLMAN（演出）
- 大江戸ロケット（演出）
- CODE-E（絵コンテ・演出）
- しおんの王（絵コンテ）
- 機動戦士ガンダム00（絵コンテ・演出）

2008年
- 機動戦士ガンダム00（セカンドシーズン、絵コンテ・演出）
- Mnemosyne-ムネモシュネの娘たち-（監督）
- To LOVEる -とらぶる-（演出）
- 地獄少女 三鼎（演出）

2009年
- 夢をかなえるゾウ（演出）
- PandoraHearts（絵コンテ・演出）
- 毎日かあさん（絵コンテ）
- 生徒会の一存（絵コンテ・演出）
- ポケットモンスター ダイヤモンド&パール（絵コンテ・演出）

2010年
- れでぃ×ばと!（絵コンテ）
- ぬらりひょんの孫（演出）
- えむえむっ!（絵コンテ・演出）
- ポケットモンスター ベストウイッシュ（2010年 - 2012年、絵コンテ・演出）
- もっとTo LOVEる -とらぶる-（絵コンテ・演出）

2011年
- ドラゴンクライシス!（演出）
- 機動戦士ガンダムAGE（絵コンテ・演出）

2012年
- ポケットモンスター ベストウイッシュ シーズン2（絵コンテ・演出）
- 輪廻のラグランジェ season2（演出・ED演出）
- リトルバスターズ!（絵コンテ・演出）

2013年
- ビーストサーガ（絵コンテ）
- LINE TOWN（絵コンテ・演出）
- 革命機ヴァルヴレイヴ（演出）
- 宇宙戦艦ヤマト2199（演出）
- ポケットモンスター XY（2013年 - 2016年、演出）

2014年
- オレカバトル（2014年 - 2015年、絵コンテ・演出・OP演出）
- 白銀の意思 アルジェヴォルン（演出）
- ガンダムビルドファイターズトライ（演出）
- ワールドトリガー（絵コンテ・演出）

2015年
- ジュエルペット マジカルチェンジ（演出）
- 機動戦士ガンダム 鉄血のオルフェンズ（演出）

2016年
- DAYS（演出）
- 七つの大罪 聖戦の予兆（絵コンテ・演出）
- モンスターハンター ストーリーズ RIDE ON（絵コンテ・演出）

2017年
- ベイブレードバースト（演出）
- クロックワーク・プラネット（演出）
- 賭ケグルイ（演出）
- コンビニカレシ（演出）

2018年
- ガンダムビルドダイバーズ（演出）
- ドラえもん（演出）

2019年
- 通常攻撃が全体攻撃で二回攻撃のお母さんは好きですか?（絵コンテ）
- 本好きの下剋上 司書になるためには手段を選んでいられません（2019年 - 2020年、絵コンテ・演出）
- 妖怪ウォッチ!（演出）
- 慎重勇者〜この勇者が俺TUEEEくせに慎重すぎる〜（演出）

2020年
- NOBLESSE -ノブレス-（演出）

2021年
- MARS RED（絵コンテ・演出）

2022年
- プラチナエンド（演出）
- 処刑少女の生きる道（絵コンテ・演出）
- ダンジョンに出会いを求めるのは間違っているだろうかIV 新章 迷宮篇（演出）
- 転生したら剣でした（演出）
- 後宮の烏（演出）

2023年
- EDENS ZERO（演出）
- 絆のアリル（演出）
- 暴食のベルセルク（演出）

2024年
- 出来損ないと呼ばれた元英雄は、実家から追放されたので好き勝手に生きることにした（演出）
- 魔王の俺が奴隷エルフを嫁にしたんだが、どう愛でればいい?（演出）
- シンカリオン チェンジ ザ ワールド（演出）

2025年
- Aランクパーティを離脱した俺は、元教え子たちと迷宮深部を目指す。（演出）

### 劇場アニメ
- 幽☆遊☆白書（1993年、演出）
- 小さな巨人 ミクロマン 大激戦!ミクロマンVS最強戦士ゴルゴン（1999年、演出）
- 劇場版ポケットモンスター アドバンスジェネレーション 裂空の訪問者 デオキシス（2004年、演出）
- 劇場版BLEACH Fade to Black 君の名を呼ぶ（2008年、絵コンテ・演出）
- 劇場版ポケットモンスター ベストウイッシュ ビクティニと黒き英雄 ゼクロム・白き英雄 レシラム（2011年、演出）

### OVA
- 創竜伝（1991年-1993年、第1話演出）
- 鉄腕バーディー（1996年-1997年、演出助手）
- KEY THE METAL IDOL（1997年、絵コンテ・演出）
- 新・男樹（1998年、監督・絵コンテ）※初監督作品
- To LOVEる -とらぶる- OVA（2009年、演出）

### Webアニメ
- 陰陽師（2023年、演出監修）

### その他
- イレギュラーハンターX（2005年、ムービーパート絵コンテ）
- シムーン 異薔薇戦争〜封印のリ・マージョン〜（2007年、OP演出）
- ヘラクレスの栄光 魂の証明（2008年、ムービーパート絵コンテ・演出）